# Xã Malcom, Quận Poweshiek, Iowa
Xã Malcom (tiếng Anh: Malcom Township) là một xã thuộc quận Poweshiek, tiểu bang Iowa, Hoa Kỳ. Năm 2010, dân số của xã này là 580 người.